# Zaporizhzhia (tỉnh)
Tỉnh Zaporizhzhia (tiếng Ukraina: Запорізька область, đã Latinh hoá: Zaporizka oblast, hay tiếng Ukraina: Запоріжжя, đã Latinh hoá: Zaporizhzhia), là một tỉnh (oblast) tại miền nam Ukraina. Tỉnh có diện tích là 27.183 km2 (10.495 dặm vuông Anh), và dân số là 1.666.515 (ước tính 2021). Tỉnh được hình thành vào năm 1939 khi tách từ tỉnh Dnipropetrovsk. Thủ phủ của tỉnh là thành phố Zaporizhzhia, các thành phố quan trọng khác là thành phố cảng Berdiansk, Enerhodar (có nhà máy điện hạt nhân Zaporizhzhia) và Melitopol.
Lãnh thổ của tỉnh chủ yếu nằm tại phần tả ngạn của hạ lưu sông Dnepr (Dnipro). Ở phía nam, tỉnh giáp với biển Azov, đường bờ biển của tỉnh dài hơn 300 km. Chiều dài từ bắc xuống nam của tỉnh là 208 km, từ tây sang đông 235 km. Tỉnh này là một phần quan trọng đối với nền công nghiệp và nông nghiệp Ukraina.
Phần lớn diện tích của tỉnh được sáp nhập vào Nga khi Nga xâm lược Ukraina năm 2022, nhưng thủ phủ vẫn được Ukraina kiểm soát. Ngày 30 tháng 9 năm 2022, Nga tuyên bố sáp nhập tỉnh Zaporizhzhia và ba tỉnh khác của Ukraina.

## Địa lý
Diện tích của tỉnh này là 27,18 nghìn km², chiếm 4,5% lãnh thổ của Ukraina. Chiều dài từ bắc đến nam là 208 km, và từ đông sang tây là 235 km. Khoảng cách từ thành phố Zaporizhzhia đến thủ đô Kyiv là 658 km theo đường sắt và 618 km theo đường bộ.
Vỏ trái đất trong ranh giới của tỉnh Zaporizhzhia thuộc loại lục địa, và theo dữ liệu khoa học có độ dày lên tới 65 km. Nó chủ yếu bao gồm các lớp đá granit và đá trầm tích. Về mặt kiến tạo, tỉnh Zaporizhia gần như nằm hoàn toàn trong ranh giới của các nền Đông Âu và một phần là nền Scythia. Phần phía bắc của tỉnh nằm trên rìa phía nam của khiên kết tinh Ukraina (Khối Priazov). Lớp phủ trầm tích Đại Trung sinh-Đại Tân sinh đạt cường độ và độ hoàn chỉnh lớn nhất tại phần thuộc vùng trũng biển Đen.
Tỉnh Zaporizhzhia có điểm đặc trưng là cảnh quan bằng phẳng. Đất hầu hết là loại chernozem (đất đen). Kiến thức về địa hình của tỉnh Zaporizhzhia ngày nay đặc biệt quan trọng vì vấn đề cải tạo đất và việc sử dụng đất được tăng cường hơn. Lãnh thổ của tỉnh Zaporizhzhia có những khu vực cao và lõm rõ rệt, khác biệt về hình dạng, nguồn gốc, và niên đại.
Phần trung-đông cao nhất của tỉnh được gọi là cao nguyên Azov. Nó trải dài về phía đông đến lãnh thổ của tỉnh Donetsk, gặp rặng núi Donetsk tại đó. Cao nguyên Azov là đầu nguồn nước chính của tỉnh, các sông của hệ thống Dnepr và lưu vực Azov bắt nguồn từ đó. Điểm cao nhất của tỉnh là núi Belmak-Mohyla, cao 327 m so với mực nước biển. Xói mòn do nước trong thời gian dài đã chia cắt lưu vực, đồng thời hình thành các thung lũng sông, nhiều khe cạn và hẻm núi nhỏ trên cao nguyên.

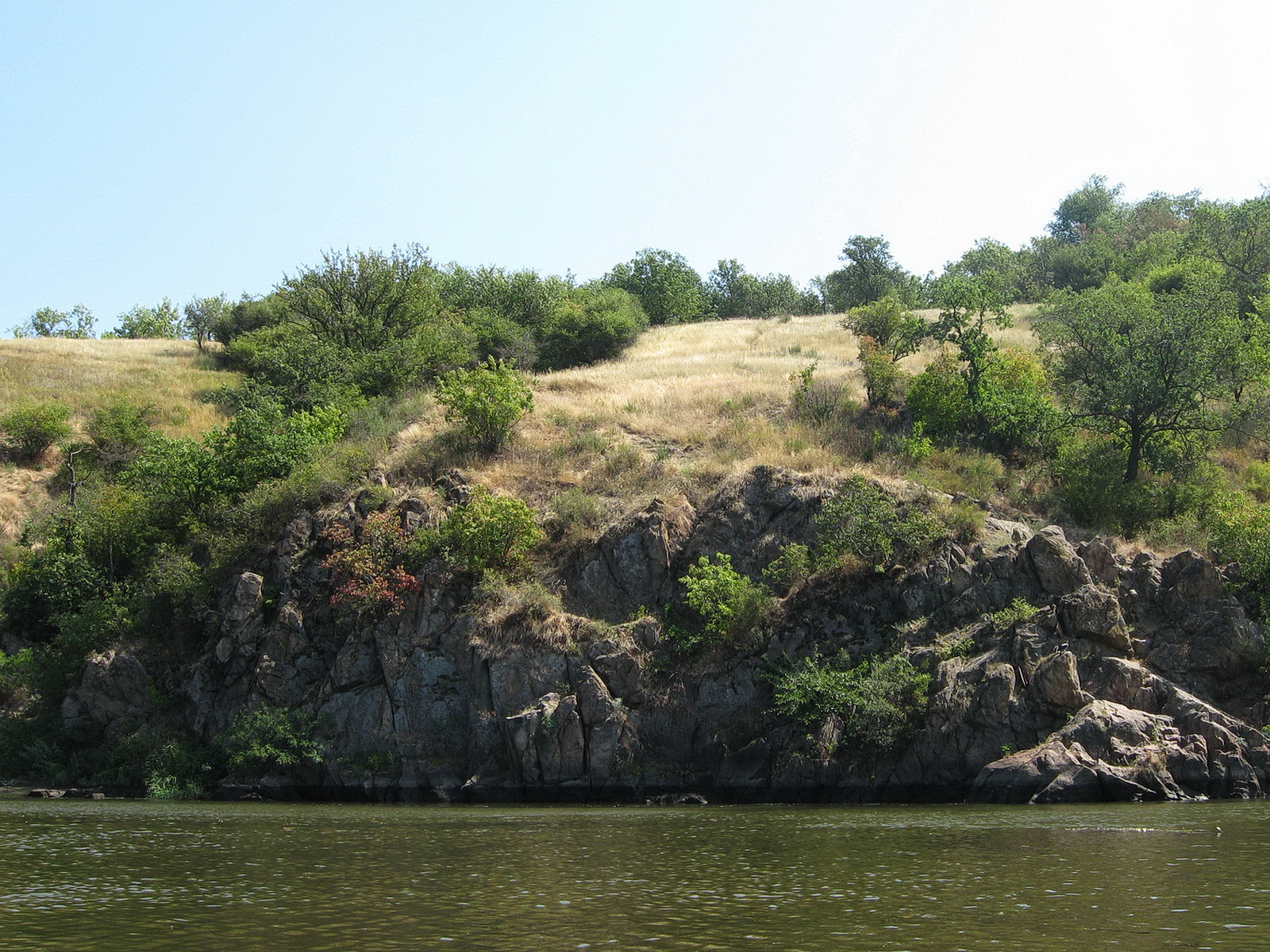
Vách đá granit tiền Cambri tại hữu ngạn sông Dnepr.

Về phía nam, giữa cao nguyên Azov và biển Azov là phần phía tây của đồng bằng duyên hải Azov, kéo dài đến biển Đen phía tây sông Molochna. Yếu tố địa hình chính là các dạng thung lũng-khe cạn, một đặc điểm quan trọng của nó là các sườn kiểu bậc thang. Các thành tạo lở đất phát triển trên bờ biển Azov, tạo thành hai cảnh quan địa mạo đặc biệt ở các khu vực Nogaisk-Berdiansk và Botieve-Primorsky Posad. Khu vực này có đặc điểm là hoạt động địa chất tích cực của biển, thể hiện ở việc các vách đá ven biển bị tàn phá mạnh mẽ và việc biển tiến sâu vào đất liền.
Đồng bằng duyên hải biển Azov dần dần hợp nhất với duyên hải biển Đen. Biên giới thông thường giữa chúng là sông Bilozerka và Molochna. Đặc điểm chính của đồng bằng biển Đen là độ phẳng gần như hoàn hảo của địa hình. Ở đây chỉ có những chỗ lõm nhỏ, nông, và có hình đĩa gọi là pid, hầu như không đa dạng hóa bề mặt.

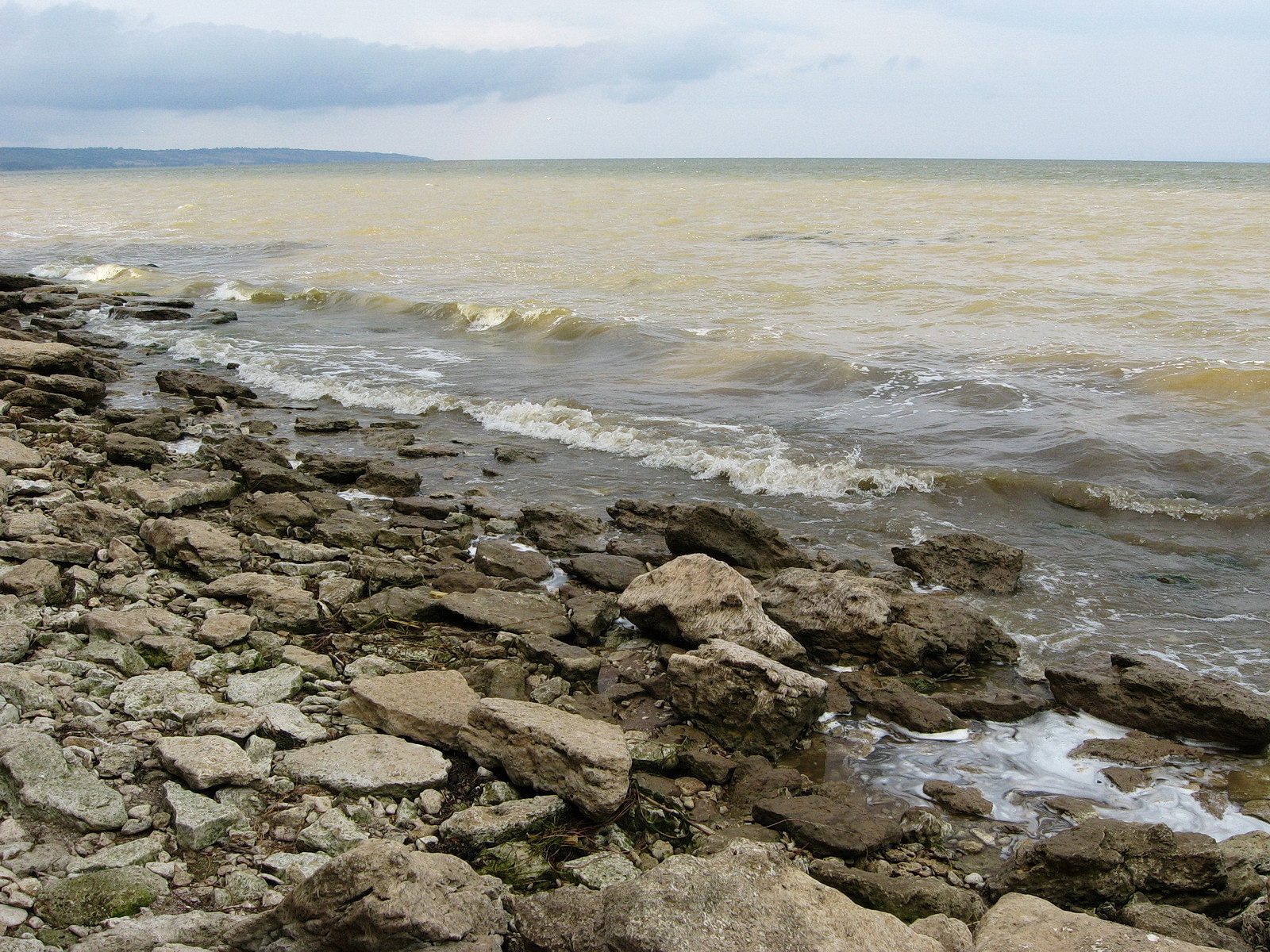
Trầm tích đá vôi bên hồ chứa nước Kakhovka.

Đồng bằng nội địa Zaporizhzhia là phần tiếp nối của đồng bằng Biển Đen, nhưng nó khác biệt về nguồn gốc. Đồng bằng này giáp với ngoại vi đông nam của cao nguyên Dnepr. Bề mặt hiện đại của khu vực này là một trong những bề mặt bằng phẳng nhất ở Ukraina. Đồng bằng có độ dốc từ nam lên bắc. Ở phần phía tây, đồng bằng được có điển hình là thung lũng Dnepr.
Sông chính trên địa bàn tỉnh là sông Dnepr, có hồ chứa nước Kakhovka quy mô lớn, và hồ chứa nước Dnepr. Phụ lưu lớn nhất của nó là sông Kinska (149 km). Có các vịnh cửa sông và hồ muối dọc theo bờ biển của biển Azov. 109 sông có chiều dài hơn 10 km chảy qua lãnh thổ của tỉnh. Có 846 hồ, 28 hồ chứa và 1.174 ao trong tỉnh Zaporizhzhia. Trong quá khứ, sông Dnepr chảy qua vùng cao nguyên trên địa bàn đã hình thành nên 9 ghềnh Dnepr nổi tiếng. Giờ đây, chúng nằm dưới đáy hồ do xây dựng đập. Trên đoạn sông Dnepr bên dưới các ghềnh này tạo có hòn đảo lớn nhất trên sông Dnepr là Khortytsia.

### Khí hậu
Khí hậu của tỉnh Zaporizhzhia có thể được phân loại là lục địa ôn hòa với các hiện tượng hạn hán - gió khô rõ rệt. Tuy nhiên, trong số các vùng thảo nguyên của Ukraine, vùng này có khí hậu ôn hòa nhất do nằm gần biển Azov. Theo phân loại khí hậu Köppen-Geiger, khí hậu của tỉnh Zaporizhzhia là lục địa ẩm với mùa hè nóng (Dfa) ở hầu hết tỉnh, và lục địa ẩm với mùa hè ấm (Dfb) ở phía đông và đông bắc của tỉnh.

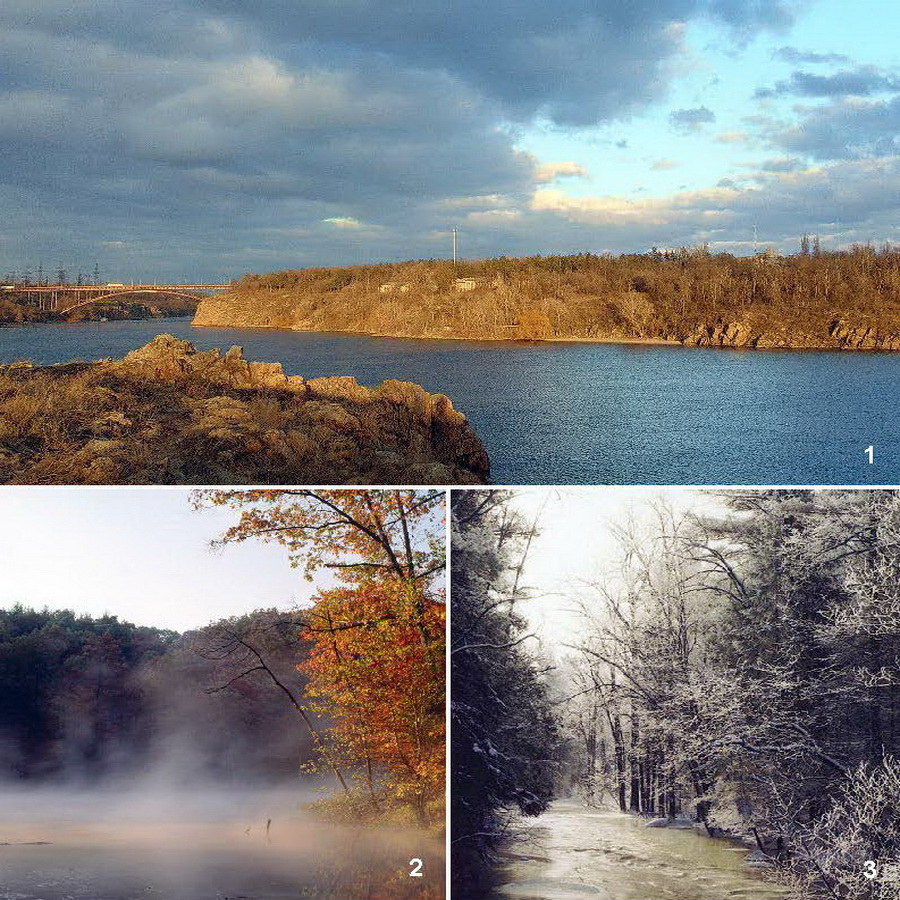
Các hiện tượng thời tiết tự nhiên trong tỉnh Zaporizhzhia: 1, Những đám mây sấm sét trên sông Dnepr, 2. Sương mù trên mặt hồ, 3. Băng tuyết

Gió thịnh hành trong thời kỳ mùa đông là đông và đông bắc, vào mùa hạ thì gió tây và tây bắc thường xuyên hơn. Tốc độ gió trung bình là 3,6 m/s, có thể lên đến 4,2 m/s. Vào khoảng thời gian ấm trong năm từ tháng 5 đến tháng 9, không khí nhiệt đới tràn đến lãnh thổ của tỉnh, mang lại thời tiết khô nóng.
Biển Azov có ảnh hưởng đáng kể đến khí hậu của khu vực. Sông Dnepr với hồ chứa nước Kakhovka, cùng với đô thị hóa tại thành phố Zaporizhia đóng một vai trò quan trọng trong khí hậu của các vùng phía tây bắc của tỉnh. Thảm thực vật tự nhiên bị tàn phá trên hầu hết lãnh thổ của tỉnh đã khiến xuất hiện hoặc tăng cường các hiện tượng thời tiết bất lợi như bão bụi và hạn hán thường xuyên.
Nhiệt độ không khí trung bình trong tỉnh dao động từ 7,9 °C đến 9,6 °C. Nhiệt độ trung bình trong tháng 1 thay đổi từ bắc xuống nam từ -5,4 °C đến -3,8 °C (tối thiểu -39 °C), vào tháng 7 từ 22,6 °C đến 23,5 °C (tối đa 41°С). Độ ẩm tương đối có đặc trưng là các giá trị cao nhất là trong các tháng mùa đông (86%), thấp nhất là vào tháng 6 (50% trở xuống).

### Đất đai
Các phần phía bắc và trung của tỉnh Zaporizhzhia này thuộc đới thảo nguyên của các loại đất chernozem (đất đen) thông thường và phương nam, phần phía nam thuộc đới thảo nguyên khô với các loại đất sẫm màu và hạt dẻ (kastanozem). Ngoài ra, còn có các loại đất khác như solonchak (đầm lầy muối), đầm lầy, đất sét, đồng cỏ.

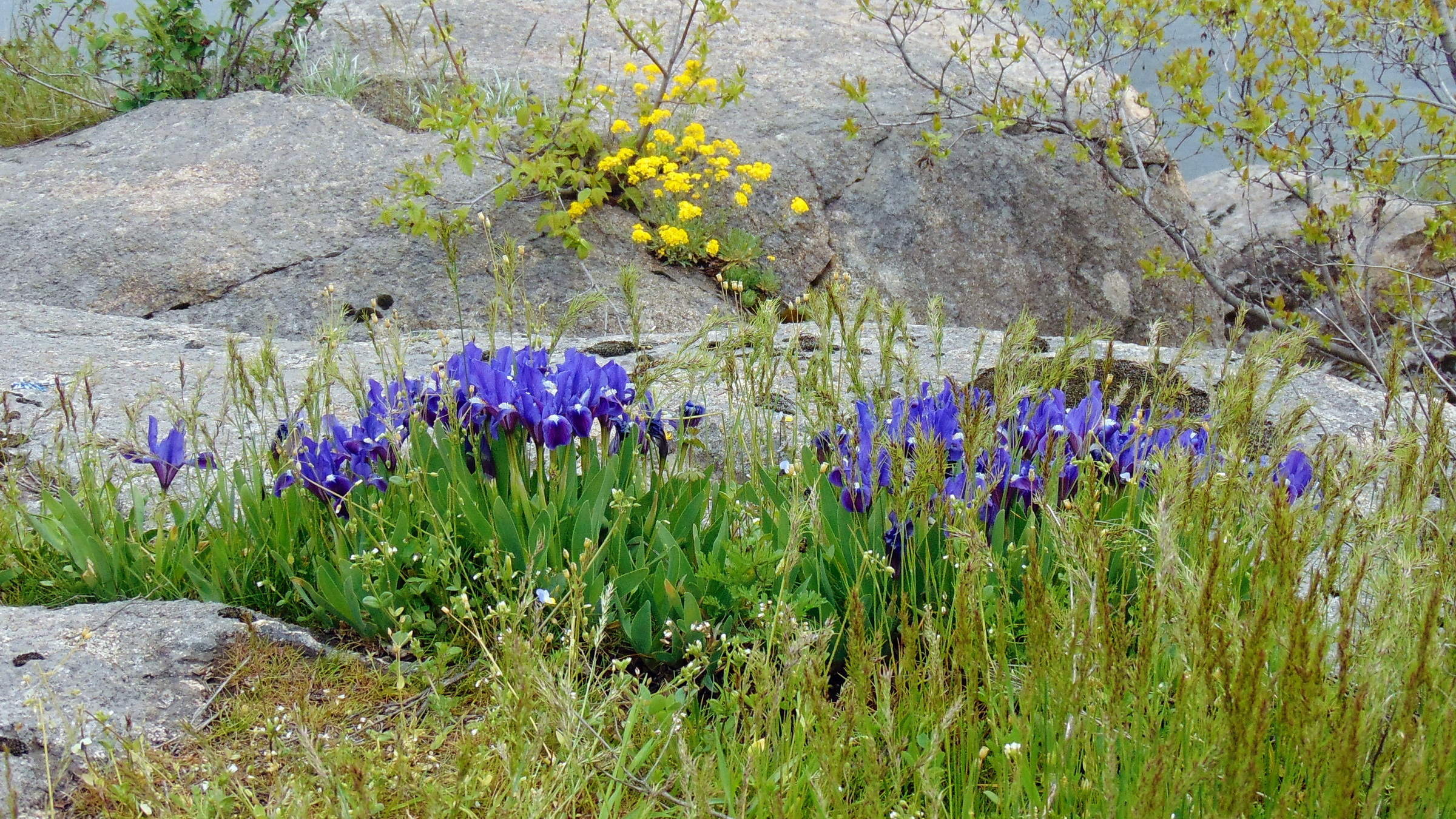
Iris pumila là một loài thực vật quý hiếm, tại thảo nguyên của tỉnh Zaporizhzhia

Loại đất chủ yếu trong tỉnh là chernozem, hình thành từ thảm thực vật thảo nguyên phong phú trong quá khứ. Loại chernozem phương nam là loại đất chuyển tiếp giữa đất chernozem thông thường và đất hạt dẻ. Chernozem thông thường là đặc trưng của phần đông bắc của tỉnh và được hình thành ở nơi có nhiều thảo nguyên cỏ cói các loại. Chúng được ngăn cách với dải chernozem phương nam bởi một đường chạy dọc theo: Zaporizhzhia-Orihiv-Tokmak-Berdiansk. Mùn có màu xám đen đồng đều và kéo đến độ sâu 40–45 cm, bên dưới đến độ sâu 70–80 cm là mùn chuyển tiếp.

### Tài nguyên
Tỉnh Zaporizhzhia có tài nguyên khoáng sản phong phú với nhiều mỏ quặng, đặc biệt là sắt và mangan. Tỷ trọng của tỉnh này trong tổng trữ lượng khoáng sản của Ukraina là: pecmatit 88,06%,apatit 63,42%, quặng mangan 69,1%, kaolin thứ cấp 22,9%, đất sét chịu lửa 8,6%.
Quỹ đất của tỉnh Zaporizhzhia tính đến ngày 1 tháng 1 năm 2015 là 2.718,3 nghìn ha, trong đó 2.543,4 nghìn ha (93,6%) là đất cạn, và 174,9 nghìn ha (6,4%) là mặt nước. Đất nông nghiệp chiếm 2241,8 nghìn ha (82,5% tổng diện tích toàn tỉnh), trong đó đất canh tác là 1903,8 nghìn ha (70,0%), ruộng cỏ và đồng cỏ là 299,4 nghìn ha (11,0%). Việc cày xới đất quá mức làm xấu đi các điều kiện sinh thái và khả năng tự điều chỉnh của cảnh quan nông nghiệp, làm giảm hoạt động của các quá trình hình thành đất và độ phì tự nhiên của đất, và làm tăng độ xói mòn của chúng.
Tổng diện tích đất lâm nghiệp của vùng, bao gồm cả diện tích dải rừng phòng hộ là 117,2 nghìn ha. Độ che phủ của rừng là 4,0%, bao gồm cả dải rừng phòng hộ, trong khi của Ukraina là 15,9%. Các loài cây rừng chính là dương hòe, thông Krym và sồi thông thường.
Sự hình thành tài nguyên nước của vùng chủ yếu do lượng giáng thủy trong khí quyển (13,7 km³/năm). Dòng chảy bề mặt (0,48 km³/năm) và dòng chảy ngầm (0,15 km³/năm) chiếm ít hơn nhiều trong cân bằng nước hàng năm của khu vực. Lượng ẩm bốc hơi đáng kể (13,1 km³/năm).

## Nhân khẩu

### Thời kỳ cổ đại
Trong thời đại đồ đồng, các thảo nguyên phía đông của Ukraina có dân cư đông đúc. Các bộ lạc Ấn-Âu thuộc các nền văn hóa hầm hố, hầm mộ và mộ gỗ tròn từng sống ở đây. Văn hóa hầm hố (Yamna, 2700-1800 TCN) được đặt tên theo phương pháp chôn cất trong các hố bên trong gò mộ (kurgan). Nó phát sinh do sự pha trộn của các nền văn hóa đồ đồng địa phương với dân cư của vùng sông Don. Văn hóa hầm mộ (2200-1600 TCN) có cư dân chủ yếu làm chăn nuôi gia súc. Họ đến từ Ngoại Kavkaz, và dần khuẩt phục nền văn hóa địa phương.
Trong thời đại đồ đồng muộn, khí hậu trở nên ẩm ướt hơn khiến nông nghiệp năng suất hơn. Trước đó, các khu định cư nông nghiệp chỉ nằm dọc sông Dnepr, lúc này do lượng mưa tăng lên chúng đã di chuyển sâu vào thảo nguyên. Với sự thay đổi cuộc sống sang định cư, dân cư bắt đầu trở nên thịnh vượng, bằng chứng là những kho báu được phát hiện. Trong nền văn hóa Belozerskaya (từ 1200 TCN), khí hậu trở nên khô và mát hơn, canh tác lúa mì mất đi vai trò và các bộ lạc chuyển sang chăn nuôi gia súc.
Người Cimmeria sống ở thảo nguyên Ukraina vào khoảng 900-680 TCN. Trong thời kỳ này đã có sự chuyển đổi từ thời đại đồ đồng sang thời đại đồ sắt, và từ canh tác sang chăn nuôi du mục (ngựa, cừu, bò). Vào thế kỷ thứ 7 TCN, người Scythia di chuyển về phía tây, băng qua sông Don vào thảo nguyên Ukraina, họ đẩy người Cimmeria về phía tây.
Vào năm 512, vua Ba Tư Darius I dẫn hàng trăm nghìn quân đến Đại Scythia. Người Scythia dẫn dụ quân Ba Tư đến vùng phía bắc biển Azov trên lãnh thổ của tỉnh Zaporizhzhia. Darius I buộc phải rời thảo nguyên Ukraina do chết vì đói, khát và các cuộc tấn công ban đêm của người Scythia.
Vào thế kỷ 3 TCN, người Sarmatia đánh bại người Scythia và khuất phục được thảo nguyên Ukraina. Ở tỉnh Zaporizhzhia, thời đại của người Sarmatia kéo dài từ cuối thế kỷ 3 TCN đến thế kỷ 4 CN. Người Sarmatia để lại những gò mộ ở Melitopol, Tokmak, Vasyliv và các nơi khác trong tỉnh. Khu chôn cất cổ Sarmatia nằm gần làng Novopylypivka, huyện Melitopol, dọc theo sông Molochna, là nơi có một trong những trung tâm chính trị của người Sarmatia.
Người Goth cùng với người tiền Slav thuộc văn hóa Chernyakhov tiến hành các cuộc đột kích qua sông Dnepr vào khu vực tỉnh Zaporizhzhia năm 239-269, khuất phục người Sarmatia và phá hủy các thành phố trên Biển Đen. Cơ đốc giáo bắt đầu thâm nhập vào người Goth, đây là lần đầu tiên trong số các bộ lạc cổ đại của Ukraina.
Người Hun đến từ phía đông đánh bại quốc vương Ermanaric của người Goth vào năm 375. Trong những năm 378-445, liên minh Hun được thành lập trên thảo nguyên Ukraina. Vào thế kỷ thứ 6, người Hun bị thay thế bởi người Avar.

### Thời kỳ Trung cổ
Năm 632, Đại Bulgaria được hình thành xung quanh biển Azov bởi các bộ lạc Bulgar. Vùng Bắc Azov của tỉnh Zaporizhzhia là một phần của Hãn quốc Bulgar. Trong tỉnh Zaporizhzhia, có những mộ cổ của người Bulgar gần thành phố Velikiy Tokmak, làng Ternivka, huyện Yakymiv.
Sau khi Khan Kubrat chết vào năm 668, Đại Bulgaria tan rã. Hãn quốc Khazar từ Kavkaz bắt đầu chinh phục Bắc Azov, mở rộng biên giới phía tây đến dọc sông Dnepr.
Vào thế kỷ thứ 9, một nền văn hóa hỗn hợp Alan-Bulgar hình thành ở ven sông Dnepr. Tuyến mậu dịch giữa người Varangia và người Hy Lạp đã góp phần tạo nên một nền văn hóa hỗn hợp như vậy. Vào đầu thế kỷ thứ 9, người Hungary (người Magyar) di chuyển từ Nam Ural đến vùng đất của Hãn quốc Khazar.
Dưới thời Thân vương Igor của Kiev (912-945), Kiev Rus' sáp nhập các khu vực tỉnh Zaporizhzhia ngày nay sau chiến tranh năm 939-942. Năm 972, Thân vương Sviatoslav I Igorevich bị người Pecheneg giết tại đảo Khortytsia trên sông Dnepr tại thành phố Zaporizhzhia ngày nay, trên đường rút chạy sau khi thất bại trước quân Byzantine. Với thất bại này, Kiev Rus' tạm thời mất cơ hội bảo vệ thảo nguyên Zaporozhzhia và vùng Bắc Azov.
Người Pecheneg là một bộ lạc nguy hiểm ở thảo nguyên Ukraina, họ bị Thân vương Yaroslav Thông thái đánh bại vào năm 1036. Sau đó, thảo nguyên Ukraina xuất hiện bộ lạc du mục mới là người Tork đến từ phía đông. Từ giữa thế kỷ 11, thảo nguyên Bắc Azov bị người Cuman đánh chiếm.
Trong nửa đầu thế kỷ 13, trước mối nguy từ người Mông Cổ-Tatar, người Cuman đã kêu gọi các thân vương Rus' bảo vệ. Các thân vương đã hợp nhất với người Cuman, việc tập hợp quân đội và hợp nhất diễn ra tại khu vực đảo Khortytsia. Nhưng liên quân này thất bại trong Trận sông Kalka năm 1223 có tính quyết định.
Sau khi chiếm vùng Bắc Azov vào đầu những năm 1240, người Mông Cổ-Tatar triệt phá các khu định cư, tiêu diệt hoặc chiếm hữu người dân địa phương. Vì điều này, thảo nguyên Bắc Azov gần như trở nên hoang vắng. Thảo nguyên Zaporizhzhia và Bắc Azov trở thành một phần của Krym ulus thuộc Hãn quốc Kim Trướng.
Năm 1445, thảo nguyên Zaporizhzhia ở tả ngạn sông Dnepr trở thành một phần của Hãn quốc Krym, tách khỏi Hãn quốc Kim Trướng. Nhóm người Tatar-Nogai thực hiện các cuộc tấn công tàn khốc vào các thành phố và làng mạc, tiêu diệt và đẩy hàng nghìn người vào cuộc sống nô lệ. Hãn quốc Krym trở thành một trong những trung tâm buôn bán nô lệ lớn nhất ở Trung Đông.
Cho đến giữa thế kỷ 19, các thảo nguyên của nội địa Ukraina là nơi sinh sống của các nhóm người du mục và bán định cư Yedisan và Yedychkul thuộc tộc Nogai, thần phục Hãn quốc Krym.

### Thời đại Cossack
Trong thời đại Cossack, kéo dài ở vùng Zaporizhia từ đầu thế kỷ 16 cho đến năm 1775, các vùng đất của tỉnh Zaporizhia bắt đầu là nơi sinh sống của người Ukraina. Cossack được thành lập trong vai trò một đội quân dưới thời Đại Công quốc Litva, khi lực lượng này củng cố biên giới phía nam sông Dnepr chống lại người Tatar-Nogai. Người ta tin rằng những người du cư này đã trở thành cơ sở cho người Cossack Ukraina. Sich Zaporizhia đầu tiên được thành lập bởi Dmytro Vyshnevetsky ở đảo Khortytsia vào thế kỷ 16. Khoảng năm 1554-1555, ông cho xây dựng một thành trì trên đảo Maly Khortytsia gần đó, thuộc sở hữu của người Cossack, sau này trở thành một phần của hệ thống công sự Sich.
Từ cuối thế kỷ 16, Sich Zaporizhia đã trở thành căn cứ chính của cuộc chiến chống xâm lược Thổ Nhĩ Kỳ-Tatar và là trung tâm quan trọng của cuộc đấu tranh giải phóng của nhân dân Ukraina chống lại áp bức xã hội và dân tộc, chống lại quân xâm lược quý tộc Ba Lan, và sau đó là chống lại Sa hoàng tại Moskva. Sự xuất hiện của người Cossack góp phần vào sự phát triển ngày càng sâu rộng hơn của các vùng đất hoang và sự hồi sinh của hoạt động kinh tế ở đây.
Vào cuối tháng 1 năm 1648, một cuộc nổi dậy vũ trang chống lại sự thống trị của Ba Lan đã nổ ra ở Zaporizhia dưới sự lãnh đạo của Bohdan Khmelnytsky. Người Cossack đã tấn công quân đồn trú của chính phủ Ba Lan, nằm trong khu vực đảo Khortytsia, và đánh bại họ. Sự kiện này đánh dấu sự khởi đầu của cuộc chiến tranh giải phóng của nhân dân Ukraina. Người Cossack đã giành được chiến thắng quyết định trong các trận chiến quan trọng.
Trước chiến thắng của Bohdan Khmelnytsky trong Chiến tranh Giải phóng của nhân dân Ukraina, phần lớn tỉnh Zaporizhzhia nằm dưới sự cai trị của tộc Nogai. Sau năm 1648, các vùng đất phía bắc và phía đông của tỉnh thuộc quyền kiểm soát của Sich Zaporizhia. Vào thế kỷ 18, chúng thuộc về đơn vị Samara palanka.
Cư dân Zaporizhia đạt được những bước tiến đáng kể trong sự phát triển kinh tế của khu vực. Vào thế kỷ 18, Sich Zaporizhia chiếm lãnh thổ miền Nam Ukraina. Nông nghiệp phát triển kém trên các vùng đất của quân đội. Điều này được giải thích bởi dân số thưa thớt trong khu vực và mối đe dọa hủy diệt liên tục từ người Tatar. Cơ sở của đời sống kinh tế vào đầu thế kỷ 18 ở Zaporozhia là chăn nuôi gia súc và đánh cá.

### Thời kỳ Đế quốc Nga
Kể từ năm 1741, những người chạy khỏi Hetmanat Cossack và Nga được phép định cư trong lãnh thổ của Sich Zaporizhia, nơi này dần dần được chính phủ Nga sáp nhập. Quá trình định cư trên thảo nguyên Ukraina diễn ra rất chậm chạp, người Thổ Nhĩ Kỳ và người Tatar phá hủy các khu định cư mới của người Ukraina và Nga trong các cuộc tấn công, ngăn cản sự phát triển của các vùng đất trù phú, màu mỡ. Sau chiến thắng của Đế quốc Nga với sự giúp đỡ của người Cossack trong Chiến tranh Nga-Thổ Nhĩ Kỳ (1768–1774), phần còn lại của lãnh thổ của tỉnh Zaporizhzhia nằm dưới quyền cai trị của Đế quốc Nga.
Chính phủ Nga hoàng từ lâu đã tìm cách loại bỏ Sich do đây là một điểm nóng của cuộc đấu tranh chống phong kiến, nay đã quyết định tiêu diệt nó. Vào tháng 7 năm 1775, quân đội Nga hoàng do tướng Peter Tekeli chỉ huy, trở về từ mặt trận Thổ Nhĩ Kỳ, đã bất ngờ tấn công Sich và tiêu diệt nó. Các vùng đất của Sich Zaporozhia trước đây phần lớn được phân phối cho các quý tộc Nga.
Chính phủ Nga cố gắng định cư vùng đất của Sich Zaporozhia với những người không phải là người Ukraina. Các quý tộc Nga lôi kéo nông nô Nga khỏi các điền trang ở Nga. Tuy nhiên, thành phần dân tộc Ukraina chiếm đa số trong số những người định cư đầu tiên trên vùng đất Zaporizhzhia. Chạy trốn khỏi sự áp bức đối với nông nô, nhiều nông nô từ các tỉnh miền Trung của Nga và vùng Hữu ngạn Ukraina đã định cư ở đây.
Từ cuối những năm 1830, một bộ phận đáng kể các địa chủ lớn bắt đầu chuyển sang hình thức canh tác tư bản chủ nghĩa. Vào những năm 1840, nhiều doanh nghiệp nhỏ đã xuất hiện ở một số thành phố và thị trấn, chủ yếu để chế biến nông sản. Việc phát triển đất đai và phát triển lực lượng sản xuất đã góp phần vào việc định cư sâu rộng hơn trong khu vực.
Vào cuối thế kỷ 19 trong lãnh thổ của tỉnh Zaporizhzhia hiện đại, việc khai hoang đất canh tác hầu như đã hoàn thành. Trong những năm 1880 và 1890, các thành phố Oleksandrivsk (Zaporizhzhia hiện nay), Berdiansk, Melitopol, Orihiv trở thành những thị trường lao động lớn. Hàng chục nghìn công nhân hướng đến đó do các loại hình kinh tế trong khu vực sử dụng rộng rãi lao động giá rẻ.
Năm 1889, ở Zaporozhzhia, máy móc được sử dụng trong quá trình gieo hạt và thu hoạch trên một phần ba diện tích đất canh tác. Nhu cầu lớn về máy móc đã kích thích sự ra đời của các nhà máy sản xuất máy cày, máy gặt và máy bừa ở Oleksandrivsk. Một trong những công trình đường sắt đầu tiên trong khu vực là tuyến Lozova-Sevastopol, được xây dựng vào những năm 70 của thế kỷ 19, nó chạy dọc suốt từ bắc đến nam của tỉnh.
Trong Cách mạng Nga 1905, trong cuộc bãi công toàn Nga tháng 10, các công nhân đường sắt của vùng Zaporizhia đã tham gia tích cực, các tổ chức công đoàn bắt đầu ra đời.  Hưởng ứng cuộc đấu tranh của giai cấp vô sản Moskva, công nhân Oleksandrivsk tiến hành khởi nghĩa vũ trang vào ngày 9 thang 12, chiến đấu chiếm giữ nhà ga và xưởng đường sắt. Sau thất bại của cuộc cách mạng 1905-1907, Sa hoàng đã đối xử tàn bạo với những người tham gia cuộc khởi nghĩa vũ trang tháng 12 ở Oleksandrivsk và các nơi khác.

### Thời hiện đại
Mùa xuân năm 1915, một làn sóng cách mạng mới nổ ra. Tại Zaporizhzhia, các hoạt động của các nhóm Bolshevik được nối lại, và công việc của các tổ chức công đoàn được hồi sinh. Dưới ảnh hưởng của Cách mạng Tháng Hai năm 1917, các tầng lớp nhân dân bị lôi kéo vào cuộc đấu tranh chính trị. Nhiều đảng phái chính trị và tổ chức công cộng đã hoạt động tại Zaporizhzhia. Cuộc cách mạng đã kích hoạt phong trào giải phóng dân tộc Ukraina, trong khi lực lượng Bolshevik Nga tập trung trong số công nhân nhà máy tại các thành phố lớn.
Sau khi nổ ra Cách mạng Tháng Mười Nga năm 1917, hội đồng thành phố Melitopol quyết định kiên quyết chống lại cuộc cách mạng. Sau đó, một đội Hồng quân từ Moskva và Petrograd được gửi đến Oleksandrivsk, và vào ngày 2 tháng 1 năm 1918, họ đã thành lập quyền lực của Xô viết.
Vào ngày 18 tháng 4 năm 1918, quân đội Áo-Đức chiếm được Oleksandrovsk, vào ngày 22 tháng 4 thì chiếm được Melitopol, và vào cuối tháng thì họ đã chinh phục toàn bộ lãnh thổ của tỉnh Zaporizhzhia hiện nay. Chính phủ của Cộng hòa Nhân dân Ukraina trở lại vùng đất của tỉnh Zaporizhzhia, và các cơ quan tự trị từng bị Bolshevik thủ tiêu nay bắt đầu hoạt động trở lại. Sau một cuộc đảo chính, Quốc gia Ukraina được thành lập vào ngày 29 tháng 4 năm 1919.
Những người Bolshevik đã tạo ra các tổ chức ngầm chống lại Quốc gia Ukraina và quân đội Áo-Đức. Với những thành công trong các hoạt động quân sự chống lại thế lực Nam Nga, vào tháng 1 năm 1920, Hồng quân đã tái chiếm hoàn toàn các vùng lãnh thổ của tỉnh Zaporizhzhia hiện nay.
Vào ngày 16 tháng 4 năm 1920, tỉnh Oleksandrivsk được tạo ra từ một phần của các tỉnh Katerynoslav và Taurida. Vào đầu tháng 6 năm 1920, quân của Pyotr Wrangel bắt đầu cuộc tấn công từ Krym. Đến cuối tháng 9 năm 1920, họ đã chiếm được gần như toàn bộ lãnh thổ của tỉnh Oleksandrivsk. Hồng quân mở một cuộc tấn công và cuối tháng 10 năm 1920 đã giải phóng toàn bộ lãnh thổ tỉnh Oleksandrivsk.
Kinh tế khu vực bị tàn phá trước cuộc đấu tranh không khoan nhượng của những người Bolshevik. Năm 1920, ngành công nghiệp chính của tỉnh là chế tạo máy nông nghiệp  chỉ sản xuất 4,5% sản lượng trước chiến tranh, sản lượng ngũ cốc năm 1920 chỉ bằng 24% so với trước chiến tranh. Ngày 23 tháng 3 năm 1921, tỉnh Oleksandrivsk (tên tôn vinh một hoàng đế Nga) được đổi tên thành tỉnh Zaporizhzhia. Do mất mùa năm 1921, hàng trăm nghìn người trong tỉnh chết đói.
Trong quá trình thực hiện cải cách hành chính, vào ngày 21 tháng 10 năm 1922, tỉnh Zaporizhzhia bị giải thể và lãnh thổ của nó trở thành một phần của tỉnh Katerynoslav (thủ phủ nay là Dnipro). Năm 1925, khu vực tỉnh Zaporizhzhia đạt mức sản xuất trước chiến tranh (1913), khu vực kinh tế xã hội chủ nghĩa chiếm 80% tổng sản lượng. Trong kế hoạch công nghiệp hóa chung của Liên Xô, một vị trí quan trọng thuộc về Zaporozhzhia. Năm 1927, nhà máy thủy điện Dnepr được khởi công, đây là một trong những nhà máy thủy điện lớn nhất ở châu Âu vào thời điểm đó. Trong kế hoạch 5 năm thứ hai (1933-1937), các nhà máy tại khu vực sản xuất 60% nhôm, 40% máy gặt đập liên hợp, 60% hợp kim ferô và 100% magiê của toàn Liên Xô. Năm 1938, tổng sản lượng của các xí nghiệp Zaporizhzhia tăng gần 40 lần so với năm 1913. Các ngành công nghiệp chế tạo máy, công nghiệp nhẹ và thực phẩm của khu vực phát triển nhanh chóng.
Tập thể hóa nông nghiệp cưỡng bức trên thực tế đã lấy đi đất đai của nông dân, dù một bộ phận nông dân chiến đấu theo phe Bolshevik. Những người đứng đầu các gia đình nông dân giàu có đã bị hành quyết. Giai cấp nông dân bắt đầu cho rằng chính quyền Bolshevik thù địch đối với họ. Để ngăn chặn cuộc nổi dậy của nông dân, cuộc diệt chủng nông dân Ukraina thông qua nạn đói Holodomor 1932-1933
đã được tổ chức. Số nạn nhân cuối cùng của nạn đói trong khu vực vẫn chưa được xác định. Tuy nhiên, gần như là khoảng 200 nghìn người trở lên.
Cùng với sự phát triển nhanh chóng của ngành công nghiệp, dân số của vùng Zaporizhzhia tăng nhanh hơn 20% so với nước cộng hòa. Nếu như vào năm 1926, trước khi xây dựng nhà máy thủy điện Dnepr, tỷ lệ dân số thành thị chỉ là 11%, thì đến năm 1939, 40% dân số của khu vực đã sống ở các thành phố. Tỉnh Zaporizhzhia được thành lập vào ngày 10 tháng 1 năm 1939, khi đó bao gồm một phần của các tỉnh Kherson và Donetsk hiện nay.
Trong Chiến tranh Xô-Đức từ 1941, nhân dân trong tỉnh xây dựng một tuyến phòng thủ ở hữu ngạn của Dnepr. Vào cuối tháng 7, có 200.000 dân quân ở tỉnh Zaporizhzhia. Theo lệnh của Joseph Stalin, nhà máy thủy điện Dnepr bị cho nổ tung vào ngày 18 tháng 8, một con sóng cao 30 mét nhấn chìm mọi thứ. Theo nhiều ước tính khác nhau, từ 20 đến 100 nghìn người đã chết đuối.. Ngày 4 tháng 10 năm 1941, quân Đức chiếm lĩnh thành phố Zaporizhzhia và họ kiểm soát toàn bộ tỉnh vào đầu tháng 10 năm 1941. Người Đức đã thanh trừng những người Bolshevik và đồng minh của họ. Theo dữ liệu chưa đầy đủ, quân Đức chiếm đóng đã hành quyết khoảng 67.000 thường dân và khoảng 11.000 tù binh chiến tranh trong tỉnh, và 157.416 nam nữ thanh niên được đưa đến làm việc trong các nhà máy của Đức.
Vào đêm 13-14 tháng 10 năm 1943, lần đầu tiên trong thực chiến, Bộ chỉ huy Liên Xô đã tiến hành cuộc tấn công ban đêm vào một thành phố lớn, kết thúc bằng việc đánh chiếm Zaporozhzhia. Trong giai đoạn từ ngày 26 tháng 9 đến ngày 5 tháng 11 năm 1943, Liên Xô tiến hành thành công chiến dịch Melitopol và đẩy lùi quân đội Đức về qua sông Dnepr và Krym. Thành trì chính của quân Đức ở khu vực này là Melitopol được tái chiếm vào ngày 23 tháng 10.
Khi rút khỏi Zaporizhzhia, quân Đức đã phá hủy các xí nghiệp, cơ sở nông trường quốc doanh và nông trại tập thể. Việc tái thiết thành công khu liên hợp công nghiệp Dnepr phần lớn phụ thuộc vào sự hồi sinh nhanh chóng của nhà máy thủy điện Dnepr, và vào năm 1950 nhà máy hoàn toàn được hồi sinh. Đối tượng quan trọng thứ hai của việc tái thiết là các nhà máy luyện kim màu và kim loại đen. Đến đầu năm 1950, tất cả 670 nhà máy và xí nghiệp của tỉnh đã hoạt động trở lại.
Năm 1955, công nghiệp của vùng đã vượt mức sản xuất trước chiến tranh 224%, luyện kim phát triển nhanh chóng. Ngoài Zaporizhzhia, các thành phố Melitopol, Berdiansk và Tokmak đã trở thành những trung tâm công nghiệp thực sự. Trong những năm 1950 và 1970, các ngành công nghiệp mới đã được tạo ra ở tỉnh Zaporizhzhia, như kỹ thuật điện, hóa chất. Tiềm năng năng lượng của vùng tiếp tục phát triển, nhà máy nhiệt điện Zaporizhzhia và nhà máy điện hạt nhân Zaporizhzhia được xây dựng.
Trong Trưng cầu dân ý độc lập Ukraina 1991, 90,66% số phiếu trong tỉnh ủng hộ Tuyên ngôn độc lập Ukraina.
Trong quá trình Nga xâm chiếm Ukraina, phần lớn tỉnh Zaporizhzhia bị chiếm đóng quân sự. Tính đến  tháng 5 năm 2022, phần phía bắc của tỉnh, bao gồm thủ phủ Zaporizhzhia, vẫn do Ukraina kiểm soát.
Ngày 23–27 tháng 9 năm 2022, Nga tổ chức trưng cầu dân ý tại các khu vực họ chiếm đóng về độc lập và gia nhập Nga. Đến ngày 30 tháng 9, Nga tuyên bố sáp nhập tỉnh Zaporizhzhia và ba tỉnh khác của Ukraina, bị quốc tế cho là hành động bất hợp pháp.

## Hành chính
Trước cải cách hành chính vào năm 2020, tỉnh Zaporizhzhia được chia thành 20 huyện (raion) cùng với 5 thành phố trực thuộc tỉnh: Berdiansk, Enerhodar, Melitopol, Tokmak và thủ phủ Zaporizhzhia.
| Tên gọi             | Tên tiếng Ukraina             | Diện tích (km²) | Dân số điều tra 2015 | Trung tâm hành chính | Dân số đô thị |
| ------------------- | ----------------------------- | --------------- | -------------------- | -------------------- | ------------- |
| Tp. Zaporizhzhia    | Запоріжжя (місто)             | 334             | 757.650              | Zaporizhzhia (Tp)    | 757.650       |
| Tp. Berdiansk       | Бердянськ (місто)             | 83              | 117.492              | Berdiansk (Tp)       | 114.401       |
| Tp. Enerhodar       | Енергодар (місто)             | 64              | 54,397               | Enerhodar (Tp)       | 54,397        |
| Tp. Melitopol       | Мелітополь (місто)            | 51              | 156.022              | Melitopol (Tp)       | 156.022       |
| Tp. Tokmak          | Токмак (місто)                | 33              | 32.209               | Tokmak (Tp)          | 32.209        |
| Berdiansk           | Бердянський район             | 1.776           | 25.533               | Berdiansk (Tp)       | N/A *         |
| Bilmak              | Більмацький район             | 1.300           | 22.500               | Bilmak               | 9.423         |
| Chernihivka         | Чернігівський район           | 1.200           | 17.331               | Chernihivka          | 5.994         |
| Huliaipole          | Гуляйпільський район          | 1.300           | 27.067               | Huliaipole           | 15.116        |
| Kamianka-Dniprovska | Кам'янсько-Дніпровський район | 1.240           | 40.525               | Kamianka-Dniprovska  | 13.223        |
| Melitopol           | Мелітопольський район         | 1.780           | 49.724               | Melitopol (Tp)       | N/A *         |
| Mykhailivka         | Михайлівський район           | 1.067           | 29.250               | Mykhailivka          | 15.609        |
| Novomykolaivka      | Новомиколаївський район       | 915             | 16.206               | Novomykolaivka       | 6.764         |
| Orikhiv             | Оріхівський район             | 1.590           | 46.239               | Orikhiv              | 20.358        |
| Polohy              | Пологівський район            | 1.340           | 40.576               | Polohy               | 19.552        |
| Pryazovske          | Приазовський район            | 1.947           | 27.636               | Pryazovske           | 9.106         |
| Prymorsk            | Приморський район             | 1.400           | 30.334               | Prymorsk             | 12.085        |
| Rozivka             | Розівський район              | 610             | 8.960                | Rozivka              | 3.289         |
| Tokmak              | Токмацький район              | 1.442           | 22.705               | Tokmak (Tp)          | N/A *         |
| Vasylivka           | Василівський район            | 1.620           | 64.131               | Vasylivka            | 37.232        |
| Velyka Bilozerka    | Великобілозерський район      | 470             | 8.064                | Velyka Bilozerka     | 6.124         |
| Vesele              | Веселівський район            | 1.128           | 21.756               | Vesele               | 10.042        |
| Vilniansk           | Вільнянський район            | 1.280           | 47.572               | Vilniansk            | 16.795        |
| Yakymivka           | Якимівський район             | 1.850           | 33.942               | Yakymivka            | 15.386        |
| Zaporizkyi          | Запорізький район             | 1.462           | 57.842               | Zaporizhzhia (Tp)    | N/A *         |

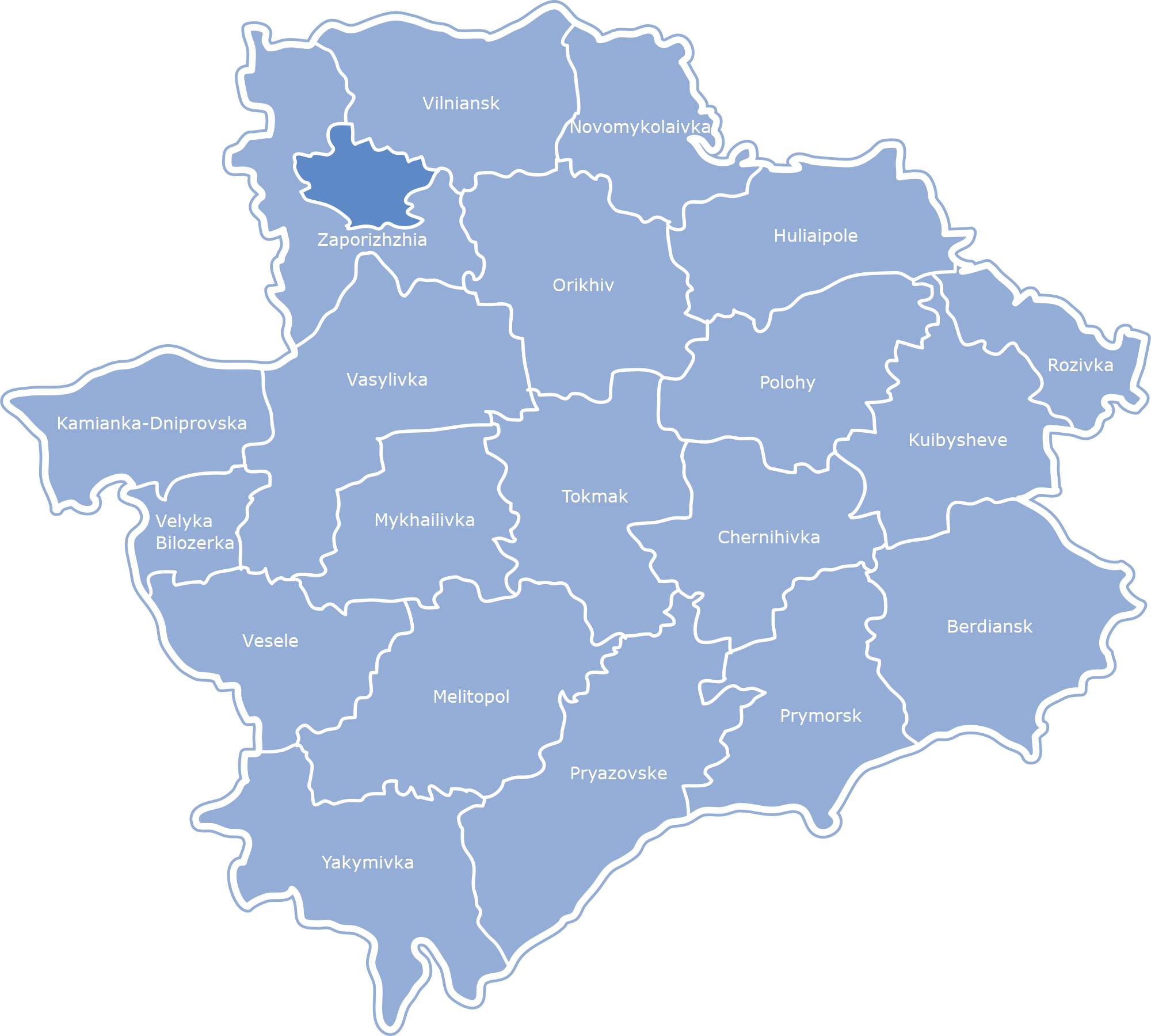
Bản đồ các huyện cũ của tỉnh Zaporizhzhia trước 2020.

Sau cải cách hành chính năm 2020, tỉnh chia thành 5 huyện, hợp nhất với 5 thành phố trực thuộc cũ:
| Tên gọi      | Tên tiếng Ukraina     | Diện tích (km²) | Dân số điều tra 2001 | Dân số ước tính 2021 | Trung tâm hành chính |
| ------------ | --------------------- | --------------- | -------------------- | -------------------- | -------------------- |
| Berdiansk    | Бердянський район     | 4.456           | 214.062              | 179.118              | Berdyansk            |
| Melitopol    | Мелітопольський район | 6.962           | 318.353              | 280.816              | Melitopol            |
| Polohy       | Пологівський район    | 6.767           | 216.933              | 167.060              | Polohy               |
| Vasylivka    | Василівський район    | 4.295           | 217.018              | 184.224              | Vasylivka            |
| Zaporizhzhia | Запорізький район     | 4.693           | 962.805              | 855.297              | Zaporizhzhia         |

## Nhân khẩu
Dân số của tỉnh Zaporizhzhia tính đến ngày 1 tháng 1 năm 2020 là 1.687.401 người, bao gồm dân số thành thị 1.306.231 người, chiếm 77,4%, dân số nông thôn là 381.170 người, chiếm 22,6%. Tính đến ngày 1 tháng 11 năm 2018, ước tính có khoảng 1.709.000 người (4,5% dân số Ukraina, vị trí thứ 9) sống ở tỉnh Zaporizhzhia.. Hơn 43% dân số của tỉnh (745,4 nghìn người) sống ở thành phố Zaporozhzhia.
| Dân số thường trú | Dân số thường trú | Dân số thường trú | Dân số thường trú | Dân số thường trú | Dân số thường trú | Dân số thường trú | Dân số thường trú | Dân số thường trú | Dân số thường trú |
|                   |                   |                   |                   |                   |                   |                   |                   |                   | 1989              |
| ----------------- | ----------------- | ----------------- | ----------------- | ----------------- | ----------------- | ----------------- | ----------------- | ----------------- | ----------------- |
|                   |                   |                   |                   |                   |                   |                   |                   |                   | 2 074 018         |
| 1990              | 1991              | 1992              | 1993              | 1994              | 1995              | 1996              | 1997              | 1998              | 1999              |
| 2 081 836         | 2 087 798         | 2 094 784         | 2 100 466         | 2 092 524         | 2 074 940         | 2 055 614         | 2 034 624         | 2 015 453         | 1 994 147         |
| 2000              | 2001              | 2002              | 2003              | 2004              | 2005              | 2006              | 2007              | 2008              | 2009              |
| 1 972 338         | 1 948 620         | 1 926 810         | 1 908 525         | 1 891 809         | 1 876 391         | 1 860 242         | 1 846 136         | 1 832 099         | 1 820 503         |
| 2010              | 2011              | 2012              | 2013              | 2014              | 2015              | 2016              | 2017              | 2018              | 2019              |
| 1 810 875         | 1 800 526         | 1 790 879         | 1 784 454         | 1 775 044         | 1 765 137         | 1 752 853         | 1 738 699         | 1 722 382         | 1 705 047         |
| 2020              | 2021              |                   |                   |                   |                   |                   |                   |                   |                   |
| 1 686 612         | 1 665 726         |                   |                   |                   |                   |                   |                   |                   |                   |

Các chỉ số về sinh, tử và gia tăng dân số tự nhiên giai đoạn 1950–2020.
| Hệ số (‰)     | 1950 | 1960 | 1970 | 1990 | 2000 | 2010 | 2020  |
| ------------- | ---- | ---- | ---- | ---- | ---- | ---- | ----- |
| Tỷ suất sinh  | 21,9 | 19,7 | 15,0 | 12,4 | 7,1  | 10,0 | 6,3   |
| Tỷ suất tử    | 6,7  | 6,4  | 8,3  | 11,9 | 15,8 | 15,8 | 17,5  |
| Tăng tự nhiên | 15,2 | 13,3 | 6,7  | 0,5  | -8,7 | -5,8 | -11,2 |

Theo điều tra dân số năm 2001, 86,2% dân số của tỉnh Zaporizhzhia được sinh ra trên lãnh thổ của Ukraina, 13,8% dân số sinh ra trên lãnh thổ của các quốc gia khác (đặc biệt là 10,4% trên lãnh thổ của Nga). 71,5% dân số sinh ra ở tỉnh Zaporizhzhia, 14,7% sinh ra ở các tỉnh khác của Ukraina.

### Dân tộc
Tỉnh Zaporizhzhia có đại diện của hơn 130 dân tộc sinh sống trên lãnh thổ. Trong thành phần dân tộc của dân số trong khu vực, đại đa số là người Ukraina, với số lượng là 1364,1 nghìn người, chiếm 70,8% tổng dân số.
Tỷ lệ lịch sử của thành phần dân tộc trong tỉnh Zaporizhzhia theo số liệu điều tra dân số, %::
|                | 1926 | 1959 | 1970 | 1979 | 1989 | 2001 |
| -------------- | ---- | ---- | ---- | ---- | ---- | ---- |
| Người Ukraina  | 67,4 | 68,3 | 65,6 | 63,8 | 63,1 | 70,8 |
| Người Nga      | 18,1 | 25,9 | 29,0 | 31,1 | 32,0 | 24,7 |
| Người Bulgaria | 4,5  | 2,5  | 2,1  | 1,9  | 1,7  | 1,4  |
| Người Belarus  | 0,4  | 0,7  | 0,8  | 0,8  | 0,9  | 0,7  |
| Người Do Thái  | 2,9  | 1,4  | 1,1  | 0,9  | 0,7  | 0,2  |
| Người Đức      | 5,7  | 0,0  | 0,0  | 0,1  | 0,1  | 0,1  |

Thành phần dân số dân tộc của tỉnh Zaporizhzhia tính đến năm 2001, theo tỷ lệ %
| №  | Dân tộc          | Số lượng  | Tỷ lệ   |
| -- | ---------------- | --------- | ------- |
| 1  | Người Ukraina    | 1.364.095 | 70,80 % |
| 2  | Người Nga        | 476.748   | 24,74 % |
| 3  | Người Bulgaria   | 27.764    | 1,44 %  |
| 4  | Người Belarus    | 12.655    | 0,66 %  |
| 5  | Người Armenia    | 6.411     | 0,33 %  |
| 6  | Người Tatar      | 5.177     | 0,27 %  |
| 7  | Người Do Thái    | 4.353     | 0,23 %  |
| 8  | Người Gruzia     | 3.899     | 0,20 %  |
| 9  | Người Azerbaijan | 2.490     | 0,13 %  |
| 10 | Người Moldova    | 2.476     | 0,13 %  |
| 11 | Khdaa            | 20.742    | 1,08 %  |
|    | Tổng             | 1.926.810 | 100 %   |

Thành phần dân tộc của các huyện và thành phố trong tỉnh Zaporizhzhia theo điều tra dân số năm 2001
|                     | Người Ukraina | Người Nga | Người Bulgaria | Người Belarus |
| ------------------- | ------------- | --------- | -------------- | ------------- |
| Tp. Zaporizhzhia    | 70,7          | 25,5      | 0,4            | 0,7           |
| Tp. Berdiansk       | 56,8          | 37,4      | 3,3            | 0,8           |
| Tp. Enerhodar       | 57,1          | 39,8      | 0,3            | 0,8           |
| Tp. Melitopol       | 55,2          | 38,9      | 1,8            | 0,8           |
| Tp. Tokmak          | 81,4          | 16,6      | 0,3            | 0,5           |
| Berdiansk           | 75,9          | 14,7      | 7,3            | 0,4           |
| Bilmak              | 88,1          | 10,0      | 0,1            | 0,5           |
| Vasylivka           | 77,4          | 20,2      | 0,3            | 0,5           |
| Velyka Bilozerka    | 92,6          | 5,9       |                | 0,2           |
| Vesele              | 76,7          | 19,9      | 0,3            | 0,4           |
| Vilniansk           | 84,7          | 12,9      | 0,2            | 0,6           |
| Huliaipole          | 93,1          | 5,4       | 0,1            | 0,4           |
| Zaporizhzhia        | 83,8          | 13,9      | 0,2            | 0,7           |
| Kamianka-Dniprovska | 57,3          | 40,1      | 0,2            | 0,5           |
| Melitopol           | 62,8          | 31,2      | 0,6            | 0,7           |
| Mykhailivka         | 74,0          | 22,9      | 0,1            | 1,1           |
| Novomykolaivka      | 92,8          | 6,0       |                | 0,3           |
| Orikhiv             | 90,4          | 8,1       | 0,2            | 0,4           |
| Polohy              | 92,8          | 5,8       | 0,2            | 0,3           |
| Pryazovske          | 55,9          | 26,6      | 12,5           | 1,2           |
| Prymorsk            | 52,5          | 22,2      | 23,4           | 0,5           |
| Rozivka             | 82,2          | 12,8      |                | 0,5           |
| Tokmak              | 83,4          | 14,0      | 0,4            | 0,9           |
| Chernihivka         | 92,0          | 6,0       | 0,8            | 0,3           |
| Yakymivka           | 61,6          | 31,6      | 1,6            | 0,7           |

### Ngôn ngữ

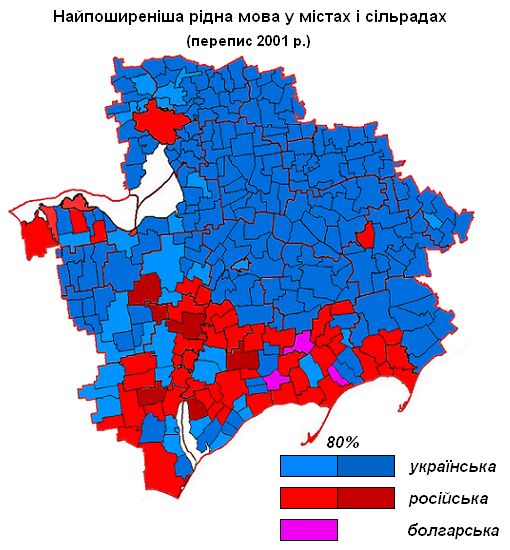
Ngôn ngữ mẹ đẻ phổ biến nhất ở các thành phố và hội đồng của tỉnh Zaporizhzhia theo điều tra dân số năm 2001, màu xanh là tiếng Ukraina, màu đỏ là tiếng Nga

Ngôn ngữ mẹ đẻ của dân cư tỉnh Zaporizhzhia theo kết quả của các cuộc tổng điều tra dân số, %
|                | 1926 | 1959 | 1970 | 1979 | 1989 | 2001 |
| -------------- | ---- | ---- | ---- | ---- | ---- | ---- |
| Tiếng Ukraina  | 63,3 | 61,0 | 57,1 | 51,4 | 49,3 | 50,2 |
| Tiếng Nga      | 24,1 | 37,2 | 41,4 | 47,2 | 48,9 | 48,2 |
| Tiếng Bulgaria | 3,8  | 1,7  | 0,7  | 0,5  | 0,8  | 0,5  |
| Khác           | 8,8  | 0,1  | 0,8  | 0,9  | 1,0  | 1,0  |

Ngôn ngữ mẹ đẻ của cư dân các huyện và thành phố thuộc tỉnh Zaporizhzhia theo điều tra dân số năm 2001 
|                     | Tiếng Ukraina | Tiếng Nga | Tiếng Bulgaria | Tiếng Armenia | Tiếng Belarus | Tiếng Di-gan |
| ------------------- | ------------- | --------- | -------------- | ------------- | ------------- | ------------ |
| Toàn tỉnh           | 50,2          | 48,2      | 0,5            | 0,2           | 0,1           | 0,1          |
| Tp. Zaporizhzhia    | 41,7          | 56,8      | 0,1            | 0,2           | 0,1           | 0,1          |
| Tp. Berdiansk       | 24,2          | 75,1      | 0,3            | 0,1           | 0,1           |              |
| Tp. Melitopol       | 20,4          | 78,1      | 0,2            | 0,1           | 0,1           | 0,2          |
| Tp. Tokmak          | 70,3          | 29,4      |                | 0,1           | 0,1           |              |
| Tp. Enerhodar       | 37,8          | 61,7      |                | 0,1           | 0,1           |              |
| Yakymivka           | 42,5          | 55,1      | 0,1            | 0,4           | 0,1           |              |
| Berdiansk           | 68,5          | 27,8      | 3,1            | 0,3           | 0,1           |              |
| Vasylivka           | 70,8          | 28,4      | 0,1            | 0,3           | 0,1           | 0,1          |
| Velyka Bilozerka    | 93,7          | 5,8       |                |               |               | 0,1          |
| Vesele              | 70,5          | 28,2      |                | 0,5           | 0,1           |              |
| Vilniansk           | 84,7          | 14,7      |                | 0,2           | 0,1           |              |
| Huliaipole          | 94,1          | 5,2       |                | 0,3           | 0,2           |              |
| Zaporizkyi          | 83,9          | 15,4      | 0,1            | 0,2           | 0,2           |              |
| Kamianka-Dniprovska | 44,5          | 54,7      |                | 0,4           | 0,1           |              |
| Bilmak              | 89,1          | 10,2      |                | 0,3           | 0,2           |              |
| Melitopol           | 39,4          | 58,2      | 0,1            | 0,2           | 0,1           | 0,3          |
| Mykhailivka         | 67,1          | 31,8      |                | 0,3           | 0,2           | 0,2          |
| Novomykolaivka      | 93,8          | 5,8       |                |               | 0,1           |              |
| Orikhiv             | 91,4          | 8,2       |                | 0,1           | 0,1           |              |
| Polohy              | 92,9          | 6,5       |                | 0,1           | 0,1           |              |
| Pryazovske          | 37,4          | 53,3      | 7,1            | 0,5           | 0,5           |              |
| Prymorsk            | 32,5          | 55,2      | 12,0           | 0,1           | 0,1           |              |
| Rozivka             | 82,4          | 17,0      |                |               | 0,2           |              |
| Tokmak              | 79,9          | 19,5      | 0,1            |               | 0,3           |              |
| Chernihivka         | 93,5          | 5,9       | 0,1            | 0,1           | 0,1           |              |

Theo số liệu của  cuộc điều tra dân số toàn Ukraina năm 2001 , 86,77% cư dân của tỉnh Zaporizhzhia nói rằng họ thông thạo tiếng  Ukraina và 85,92%  nói thông thạo tiếng Nga . 93,79% cư dân tỉnh Zaporizhzhia  cho biết thông thạo ngôn ngữ dân tộc của họ.
Thông thạo ngôn ngữ của các dân tộc trong tỉnh Zaporizhzhia theo điều tra dân số năm 2001.
|                  | Ngôn ngữ dân tộc mình | Tiếng Ukraina | Tiếng Nga |
| ---------------- | --------------------- | ------------- | --------- |
| Người Ukraina    | 94,69%                |               | 81,16%    |
| Người Nga        | 98,59%                | 67,35%        |           |
| Người Bulgaria   | 57,52%                | 70,75%        | 95,27%    |
| Người Belarus    | 29,62%                | 65,45%        | 92,09%    |
| Người Armenia    | 62,39%                | 52,46%        | 88,96%    |
| Người Tatar      | 53,47%                | 54,14%        | 93,05%    |
| Người Do Thái    | 6,82%                 | 77,85%        | 97,36%    |
| Người Gruzia     | 36,37%                | 64,32%        | 79,46%    |
| Người Azerbaijan | 64,18%                | 45,70%        | 88,11%    |
| Người Moldova    | 46,81%                | 68,54%        | 87,48%    |
| Người Đức        | 26,66%                | 64,15%        | 95,25%    |
| Người Hy Lạp     | 15,01%                | 73,80%        | 94,03%    |
| Người Di-gan     | 80,76%                | 47,22%        | 80,76%    |
| Người Ba Lan     | 16,12%                | 84,22%        | 88,78%    |

## Kinh tế
Theo số liệu của năm 2016, tổng sản phẩm khu vực của vùng đạt 104,323 tỷ hryvnia (₴) tính theo giá thực tế (đứng thứ 9 trong số các tỉnh); theo đầu người là 59.729 hryvnia (vị trí thứ 5). Tổng đóng góp của tỉnh vào GRP của Ukraina là 4,4%. Thành phần chính của GDP là tổng giá trị gia tăng (GVA), con số vào năm 2016 là 82,054 tỷ hryvnia (đứng thứ 9 trong các tỉnh); theo đầu người là 46.979 hryvnia (vị trí thứ 6).
Các loại hình hoạt động kinh tế của nên kinh tế tỉnh là: công nghiệp (bao gồm cung cấp điện, khí đốt) là 41%; nông, lâm, ngư nghiệp là 13,9%; thương mại bán buôn và bán lẻ là 10,4%; giao dịch với bất động sản là 6%..

### Công nghiệp
Khu vực từng có giai đoạn bùng nổ công nghiệp và xây dựng vào đầu những năm 1930, với việc vận hành nhà máy thủy điện Dnepr. Một khu phức hợp luyện kim hùng mạnh đã xuất hiện trong tỉnh, và kỹ thuật cơ khí đạt được những bước phát triển cao hơn. Zaporizhzhia từng trở thành một trong những trung tâm công nghiệp lớn nhất của Ukraina và Đông Âu.
Ngày nay, ngành công nghiệp của tỉnh Zaporizhzhia là một tổ hợp hùng mạnh. Trong cơ cấu sản xuất công nghiệp của tỉnh, các ngành luyện kim, kỹ thuật điện năng, kỹ thuật cơ khí, gia công kim loại có sản lượng lớn nhất. Tỉnh này sản xuất một phần tư lượng điện của toàn Ukraina, đơn vị sản xuất chính trong số đó là nhà máy điện hạt nhân Zaporizhzhia. Tổng sản lượng công nghiệp tạo ra trong năm 2017 đạt 187,8 tỷ hryvnia hay 8,7% sản lượng của Ukraina (vị trí thứ 3 trong số các tỉnh). Nền tảng của ngành công nghiệp trong khu vực là các khu liên hợp luyện kim, chế tạo máy và năng lượng, sản xuất 38,6% thép, 18,9% gang, 28,8% kim loại đen cán, 70,5% thiết bị cao áp và 28,4% điện năng của Ukraina.
Trong số các doanh nghiệp công nghiệp lớn nhất của Ukraina, tỉnh có Zaporizhstal là doanh nghiệp duy nhất ở Ukraina sản xuất thép cán mỏng từ thép không gỉ và thép hợp kim. Motor Sich  là một trong những công ty hàng đầu thế giới về phát triển, sản xuất, sửa chữa và dịch vụ động cơ tuabin khí hàng không cho máy bay và trực thăng. Nhà máy Dneprospetsstal và nhà máy hợp kim fêrô Zaporizhia cũng là những doanh nghiệp luyện kim lớn. AvtoZAZ là doanh nghiệp duy nhất ở Ukraina có chu trình sản xuất ô tô chở khách hoàn chỉnh. Tổ hợp nghiên cứu và sản xuất "Iskra" là doanh nghiệp nhà nước về sản xuất các sản phẩm quốc phòng.

### Nông nghiệp
Tỉnh Zaporizhzhia là một trong những nơi sản xuất nông sản và các sản phẩm công nghiệp thực phẩm lớn nhất trong số các tỉnh của Ukraina. Diện tích đất nông nghiệp của tỉnh là 2.246,3 nghìn ha, chiếm 5,4% diện tích đất nông nghiệp của Ukraina. Việc thực hiện cải cách nông nghiệp trở thành cơ sở cho sự phát triển của nông nghiệp. Trên cơ sở sở hữu tư nhân, các công ty, hợp tác xã nông nghiệp, doanh nghiệp tư nhân (tư nhân cho thuê) và trang trại hoạt động trong khu vực. Diện tích đất nông nghiệp được sử dụng là 1761,4 nghìn ha, chiếm 78% diện tích hiện có trong tỉnh.
Cơ cấu sản xuất nông nghiệp chủ yếu là ngành trồng trọt. Vị trí trung tâm của ngành trồng trọt hiện nay và trong tương lai do các tổ hợp nhỏ sản xuất ngũ cốc chiếm giữ, làm cơ sở cho sự phát triển của các loại hình sản xuất nông nghiệp khác, trước hết là sự gia tăng sản xuất các sản phẩm chăn nuôi. Cây công nghiệp chính của tỉnh Zaporizhzhia là hướng dương, chiếm 12,8% tổng sản lượng hướng dương của Ukraina năm 2001.
Có hàng trăm doanh nghiệp thuộc ngành công nghiệp chế biến và thực phẩm hoạt động tại tỉnh Zaporizhzhia. Trong đó, phần lớn là doanh nghiệp nhỏ và hướng tới đáp ứng nhu cầu địa phương về các sản phẩm thực phẩm. Một số doanh nghiệp của tỉnh đứng đầu Ukraina về năng lực và sản lượng sản xuất. Khu vực nông thôn của tỉnh Zaporizhzhia có cơ sở hạ tầng xã hội và hộ gia đình phát triển đầy đủ.

### Giao thông
Các trung tâm đường sắt chính trong tỉnh là Zaporizhzhia, Melitopol, Polohy, Fedorivka. Một mạng lưới xa lộ với chiều dài hơn 6.000 km kết nối tất cả các khu định cư của khu vực. Một số tuyến đường chiến lược chạy qua địa phận tỉnh như M14/ E58 (Odesa - Melitopol - Mariupol - Novoazovsk), M18/E105 (Kharkiv - Simferopol - Sevastopol), H08 (Boryspil - Kremenchuk - Dnipro - Zaporizhzhya - Mariupol).
Giao thông đường biển có tầm quan trọng lớn (cảng chính của tỉnh là Berdiansk). Vận chuyển hàng hóa và hành khách được thực hiện dọc theo sông Dnepr và hồ chứa nước Kakhovka. Đường hàng không kết nối Zaporizhzhia với nhiều thành phố lớn của Ukraina. Sân bay quốc tế Zaporizhzhia có vị thế quốc tế và chiếm một trong những vị trí hàng đầu ở Ukraina về mức vận chuyển hành khách. Sân bay Berdiansk sân bay cũng có vị thế quốc tế nhưng không hoạt động.

## Văn hóa

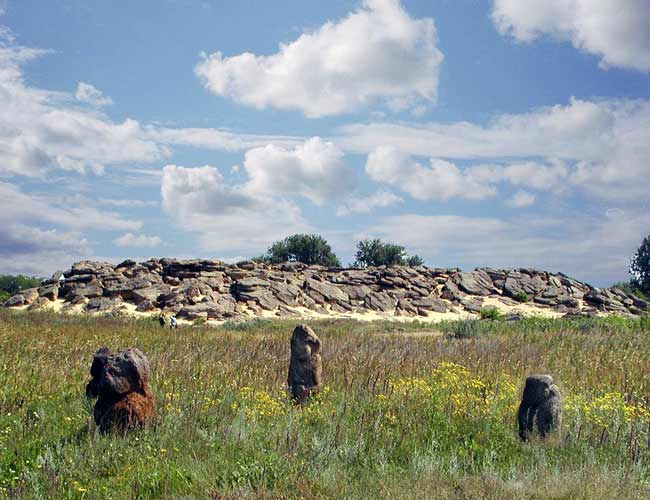
Di chỏ Kamyana Mohyla (mộ đá) nằm ven sông Molochna.

Đại học Quốc gia Bách khoa Zaporizhzhia, Đại học Quốc gia Zaporizhzhia, Học viện Kỹ thuật Nhà nước Zaporizhzhia và những tổ chức khác đào tạo các cử nhán có trình độ cao, đào tạo về các ngành công nghiệp, giáo dục, y học, văn hóa cho tỉnh. Việc đào tạo chuyên gia cho khu liên hợp công-nông nghiệp trong tỉnh do 7 cơ sở giáo dục thực hiện, trong đó có một cơ sở giáo dục đạt cấp độ III-IV (Đại học Kỹ thuật Nông nghiệp Nhà nước Tavrii) và 6 cơ sở giáo dục cấp I-II. Kể từ nửa đầu những năm 1990, Hiệp hội Khoa học Zaporizhzhia mang tên Yakiv Novytskyi đã hoạt động trong khu vực.
Tỉnh Zaporizhzhia có hàng trăm thư viện công cộng với khoảng chục triệu bản. Đơn vị đứng đầu ngành thư viện là Thư viện Khoa học Phổ thông Khu vực Zaporizhzhia, kho thư viện của nó có 1,5 triệu bản, trong đó có 10.000 ấn bản quý hiếm. Tỉnh có các bảo tàng, rạp xiếc, 5 nhà hát (gồm 3 cấp khu vực, 2 cấp thành phố), dàn nhạc giao hưởng.
Các địa điểm thú vị nhất của du lịch trong tỉnh Zaporizhzhia: Khu bảo tồn quốc gia Khortytsia; Những tấm bia đá được nhân hóa từ thiên niên kỷ III-II trước Công nguyên; tượng đá phụ nữ thế kỷ XI-VIII. TCN; Pháo đài Cossack trên đảo Khortytsia, tái thiết thế kỷ 15-18; Nhà thờ lớn Thánh Nicholas năm 1836; Bảo tàng Địa phương Lore khu vực Zaporizhzhia; Cây sồi Zaporizhia 700 năm tuổi;
Bảo tàng Lịch sử của người Cossack Zaporizhzhia; các gò mộ kurgan cổ đại; Pháo đài Zakhariv năm 1770; Nhà thờ St. O. Nevsky thế kỷ 17; Khu bảo tồn di tích lịch sử và khảo cổ "Mộ đá"; Bảo tàng lịch sử địa phương; Bảo tàng nghệ thuật khu vực Zaporozhzhia; Bảo tàng Nghệ thuật Dân tộc và Dân tộc học; Nhà máy thủy điện là một công trình được xây dựng từ năm 1927-1932 .